# 유증 (능향후)
유증(劉曾, ? ~ ?)은 전한 말기의 제후로, 초사왕의 아들이다.

## 행적
건평 4년(기원전 3년), 능향후(陵鄕侯)에 봉해졌다. 이후 병사를 일으켜 왕망을 죽일 계획을 세웠으나, 실패하고 주살되었다.
《한서》 왕자후표에는 유증의 죽음이 왕망 6년의 일로 기록되어 있는데, 어느 해를 뜻하는 것인지 알 수 없다. 왕망의 즉위 6년, 즉 시건국 5년(13년)으로 해석될 수 있으나, 왕망전의 시건국 2년(10년)조에 수록된 손건의 상주문에서 과거의 일로서 유증의 모의가 언급되기 때문에, 이 해일 수는 없다. 이 상주문에서는 이외에도 안중후 유숭·서향후 유쾌·부은후 유귀의 반란 시도가 언급되는데, 유숭은 거섭 원년(6년), 유쾌는 시건국 원년(9년)에 시도하였다. 유귀는 오로지 상주문에서만 보이는 인물로, 왕자후표에서는 부은후라는 작위 자체가 보이지 않아 어느 계통인지도 알 수 없다.

## 출전
- 반고, 《한서》 권15하 왕자후표 下·권99중 왕망전 中

| 선대 (첫 봉건) | 전한의 능향후 기원전 3년 ~ ? | 후대 (전한 멸망) |